# 長野県道288号新茶屋塩尻線
長野県道288号新茶屋塩尻線（ながのけんどう288ごう しんちゃやしおじりせん）は、長野県松本市平田東1丁目の長野県道295号平田新橋線交点から塩尻市大門の長野県道301号塩尻停車場線交点までを結ぶ一般県道。

## 重複区間
- 長野県道289号寺村南松本停車場線（松本市平田東1丁目、寿橋西交差点・寿北6丁目、竹渕交差点間）
- 長野県道63号松本塩尻線（塩尻市片丘、宮村交差点・塩尻市大門、日ノ出町交差点間）

## 地理
田園地帯と住宅街が混在している。
- 寿田町団地
- 独立行政法人高齢・障害・求職者雇用支援機構長野支部長野職業能力開発促進センター松本訓練センター（愛称：ポリテクセンター松本）
- アップルランド寿豊丘店
- 松本市立寿小学校
- 長野県田川高等学校
- 長野自動車道 広丘野村バスストップ
- 塩尻市立塩尻西小学校
- 塩尻郵便局

### 通過する自治体
- 長野県
  - 松本市 - 塩尻市

### 交差する道路
- 長野県道295号平田新橋線（松本市平田東1丁目＝寿橋西交差点、起点）
- 長野県道289号寺村南松本停車場線（松本市寿北6丁目＝竹渕交差点）
- 長野県道287号町村白川村井停車場線（松本市寿南1丁目＝田川橋交差点）
- 長野県道290号南原広丘停車場線（塩尻市広丘野村＝野村橋西交差点）
- 長野県道63号松本塩尻線（塩尻市片丘＝宮村交差点）
- 国道20号塩尻バイパス（塩尻市桟敷＝桟敷交差点）
- 国道153号（塩尻市大門＝日ノ出町交差点）
- 長野県道301号塩尻停車場線（塩尻市大門＝八番町・一番町交差点、終点）